# Carsten Bo Jensen
Carsten Bo Jensen (født 5. august 1958 i København) er en dansk politiker, forfatter, musiker, sangskriver og producer. Som musiker benytter han ofte blot sine fornavne.

## Familie, uddannelse og arbejdsliv
Carsten Bo Jensen er søn af fhv. minister Erling Jensen og husmoder Ria Jensen.
Han tog realeksamen 1976 fra Skolen ved Gurrevej, HF-eksamen fra Helsingør Gymnasium 1978 og studerede statskundskab ved Københavns Universitet 1993-2001.
Carsten Bo Jensen var konsulent i Arte 1980-1982, konsulent i Dansk Metalarbejderforbund 1982-1984, højskolelærer LO-Højskolerne 1984-1987. Forretningsfører for Helsingør Lokalradio 1987-1989. 
Han var formand for forretningsudvalget og repræsentantskabet i Kulturby 96, 1994-1997 og medlem af bestyrelsen for Det Storkøbenhavnske Teaterfællesskab 1994-2001.

## Politik
Carsten Bo Jensen er bestyrelsesmedlem for Socialdemokratiet i Helsingørkredsen og Frederiksborg Amt fra 1993. Medlem af Frederiksborg Amtsråd 1994-2001, hvor han var formand for bl.a. sundhedsudvalget, kulturudvalget og medlem af økonomiudvalget, socialudvalget, koordinationsudvalget m.m. 
Han var socialdemokratiets folketingskandidat i Helsingørkredsen fra november 2000 og blev
folketingsmedlem for Frederiksborg Amtskreds fra 20. november 2001. Han blev valgt som socialdemokratiets borgmesterkandidat i Helsingør, 1999.

## Musik
Carsten Bo Jensen har udsendt mere end 20 LP'er og CD'er. Både som solist og med rockgrupperne Mænd i blåt, 40 i Feber, Herbie and the Heartbeats, Sea Bee & The D'Generation, Innocent Blood, m.fl. Han er en flittigt benyttet troubadour i både Danmark, Norge og Sverige.

## Priser
Han har skrevet bøgerne Smålandshavet - vi er det ny 1990, Drømmeskibet og andre drømme 1991, Det 8. ocean 1995, Politikeren 2001 og Mørke og Rødt 2003. Carsten Bo Jensen er den mest repræsenterede forfatter og komponist i Arbejdersangbogen.
Carsten Bo Jensen er blevet tildelt flere hædersbevisninger for sit kunstneriske, faglige og politiske virke. Bl.a. LO's kulturpris i 1993 på 100.000 kr.